# Yoo Nam Seok
Yoo Nam-seok (hangeul : 유남석 ; hanja : 劉南碩), né le 1er mai 1957, est le 7e président de la Cour constitutionnelle de Corée.

## Biographie
Né à Mokpo, dans la province de Jeonnam, en Corée du Sud, Yoo Nam-Seok est diplômé de la faculté de droit de l'Université nationale de Séoul. Il a réussi le 23e examen national du barreau en 1981 et a terminé l'Institut de recherche et de formation judiciaires en 1983 pour devenir juge. Il a exprimé son point de vue selon lequel les objecteurs de conscience devraient avoir la possibilité d'effectuer un service militaire de remplacement au lieu d'être punis dans son article intitulé Examen juridique des objecteurs de conscience pendant son service militaire en tant que juriste de l'armée en 1985.
Il a été juge président de la Haute Cour de Séoul avant de devenir le 35e juge en chef de la Haute Cour de Gwangju en remplacement de son prédécesseur Bang Geukseong en février 2016. Il a été nommé juge à la Cour constitutionnelle par le président sud-coréen Moon Jae-in le 19 octobre 2017 et a prêté serment le 13 novembre 2017. L'Assemblée nationale a adopté un projet de loi pour le nommer président de la Cour constitutionnelle le 20 septembre 2018, et le président Moon l'a nommé à la présidence le lendemain.

## Carrière
- 1986 : Juge, Tribunal civil du district de Séoul
- 1993 : Détachement en tant que juge rapporteur à la Cour constitutionnelle de Corée
- 1994 : Juge, Haute Cour de Séoul
- 1996 : Juge chercheur, Cour suprême de Corée
- 2002 : Juge principal, Tribunal du district central de Séoul et directeur de la politique judiciaire, Administration de la Cour suprême
- 2003 : Juge principal, Tribunal administratif de Séoul
- 2005 : Juge principal, Haute Cour de Daejeon
- 2008 : Détachement en tant que juge rapporteur à la Cour constitutionnelle de Corée
- 2010 : Juge principal, Haute Cour de Séoul
- 2012 : Juge en chef, Tribunal du district nord de Séoul
- 2016 : Juge en chef, Haute Cour de Gwangju
- 2017 : Juge de la Cour constitutionnelle de Corée
- 2018~ : Président de la Cour constitutionnelle de Corée